# Carne de fieras
Carne de fieras es una película española dirigida por Armand Guerra en 1936.
Rodada en 1936 por Armand Guerra y recuperada durante el verano de 1991, la película existe actualmente gracias a la reconstrucción realizada por Ferrán Alberich y apoyada por el Patronato Municipal Filmoteca de Zaragoza.
Carne de fieras inicia su producción antes de la guerra civil española del julio de 1936, gracias a un productor privado, Arturo Carballo. El rodaje se detuvo por el levantamiento de Franco. Armand Guerra escribió sus recuerdos detallados de este período en A través de la metralla. A instancias de la central anarcosindicalista CNT (Confederación Nacional del Trabajo) que quiso que se respetaran los contratos de técnicos y actores, se completó el rodaje de la película. Los rollos quedaron olvidados en sus cajas hasta 1992. El documental de Ezequiel Fernández: Armand Guerra, requiem pour un cinéaste espagnol (1997), evoca precisamente el contexto de este rodaje, que será la última ficción de Guerra.

## Sinopsis
La película se desarrolla en el mundo del espectáculo. Esta es la historia de Pablo, un boxeador enamorado de su esposa Aurora. Esta última mantiene una relación adúltera con un cantante de cabaret. Cuando Pablo sorprende a los amantes, solicita el divorcio y entra en una profunda depresión que lo llevará a perder un combate de boxeo. Es entonces cuando conoce a Marlène, una artista de variedades, cuyo papel consiste en bailar desnuda en una jaula con cuatro leones, y que está unida sentimentalmente con su compañero de trabajo, el domador Marck.
Los hechos se precipitan cuando Marck intenta agredir a Pablo, quien no solo no se aleja de Marlène, sino que asiste asiduamente a su show. Un día Pablo es víctima de un atentado que la policía atribuye al entrenador, pero gracias a la intervención de Perragorda (un niño adoptado por Pablo) se descubre la verdadera identidad del agresor.

## Reparto
- Pablo Álvarez Rubio
- Alfredo Corcuera
- Tina de Jarque
- Antonio Galán
- Marlène Grey
- Armand Guerra
- Sara iglesias
- Georges Marck
- Antonio Montoya
- Jack Sidney
- Mercedes Sirvent

## Ficha técnica
- Productor: Arturo Carballo
- Director: Armand Guerra
- Investigación y dirección de reconstrucción, 1992: Ferrán Alberich
- Guion: Armand Guerra
- Imagen: Tomas Duch
- Lengua: Español
- Duración: 60 minutos